# Bactrosaure
El bactrosaure (Bactrosaurus) és un gènere de dinosaure herbívor que va viure al Cretaci superior, fa entre 97 i 85 milions d'anys, en el que avui en dia és l'est d'Àsia. La posició que ocupa en el Cretaci el fa ser un dels hadrosaures més antics coneguts, i encara que no es coneix a partir d'un esquelet complet, el bactrosaure és un dels hadrosaures primerencs més ben coneguts.